# Rejosalam
Rejosalam is een bestuurslaag in het regentschap Pasuruan van de provincie Oost-Java, Indonesië. Rejosalam telt 2587 inwoners (volkstelling 2010).